# 凱·亞當斯-柯里昂
凱瑟琳·「凱」·柯里昂（娘家姓亞當斯）是馬里奧·普佐1969年小說《教父》中的虛構人物。黛安·基頓在法蘭西斯·福特·柯波拉根據小說改編的電影三部曲中飾演這一角色。
在離婚前，她是麥可·柯里昂的第二任髮妻，也是他一雙兒女安東尼和瑪麗之母，在懷上次子後墮胎。與小說和電影中的大多數角色不同的是，凱·亞當斯出身於富裕的白人盎格魯-撒克遜新教徒家庭。

## 重要性
凱·亞當斯和康妮·柯里昂（塔利亞·夏爾飾）是《教父》系列中僅有的兩個充分展現自我的女性角色。 在《教父》片頭的婚禮場景中，凱是唯一一個「台詞不少，之後還問問題」的女性角色，她的提問帶出了主導故事情節的柯里昂家男性。在原電影的50年回顧上，《獨立報》表示，“女性角色或遭邊緣化，或差別待遇”以及“在開頭的場景中，基頓以麥可·柯里昂女友凱·亞當斯的角色在片頭強勢入局——隨後的近兩小時就近乎消失，直到最後的幾個鏡頭才再度現身”。凱被形容為“在柯里昂家就是個局外人”，並指出“柯波拉就是要把她描述成對夫家的黑幫活動茫然無知，還提出一些黑手黨的另一半不會明知故問的問題”。儘管如此，她還是嫁給了麥可，還是在麥可在自家人與其他黑手黨家族火併中消失了一年多之後。
凱在系列電影中的角色弧線可稱“合情合理”。由最初的關切開始演繹，直至兩人關係疏遠，導因於麥可·柯里昂的犯罪帝國劇烈衝擊道德和情感。疏離感在《教父2》中的進一步加深。她挑戰麥可對家族內部西西里傳統之忠誠，並透露墮胎之事，之後兩人分居。在《教父3》中，已再婚的凱正面對抗麥可的偽善，試圖隔絕他對孩子們的影響。兩人間短暫的和解毀於伴隨麥可生而生的暴力，自此一去不返。她在《教父》第一集中的結局不同於原著。在小說中，她改宗羅馬天主教，開始參加赦免夫君罪孽的儀軌，同於麥可之母為維托·柯里昂所盡的一份心。電影劇本在起草時也結束於凱為麥可燃燭。

## 虛構人物傳記
凱出生於新罕布夏州漢諾威，是浸信會牧師夫婦的獨生女。後為柯里昂犯罪家族教父維托·柯里昂（馬龍·白蘭度飾）么兒麥可·柯里昂（艾爾·帕西諾飾）的長期穩定女友，再成為其第二任妻子。
1945年，凱邂逅了就讀於達特茅斯學院的麥可，兩人墜入愛河。身為非義大利裔美國人，凱在柯里昂世界觀中既是局外人，也是麥可最初一心自外於自身家族的具體表現。

### 《教父》（1972 年）
1945年，紐約市科里昂家族族長維托的女兒康妮·柯里昂（塔莉亞·希爾飾）與卡洛·瑞茲舉行婚禮。老教父在婚宴中聽取賓客的請求；他向來不過問家族事務的么兒，陸戰隊軍官麥可，將女友凱介紹給家人。婚禮上，凱和麥可坐到遠離家人的僻靜處。小說中，其他賓客注意到凱的外向不似於義大利傳統未婚女性。凱起初並不知道柯里昂家族是個有權勢的黑手黨家族。當著名歌手強尼·方坦（艾爾·馬提諾飾）赴宴時，作為歌迷的凱驚訝地發現麥可也認識他，隨後邁克爾講述其父親如何“幫助”這名教子早期的事業：以性命相脅其經紀人解除合約。麥可向愕然失色的凱保證，這是他的家人，不是他。
在其父遭暗殺未遂後，麥可除掉了涉事的毒梟維吉爾·索拉索（艾爾·萊提耶里飾），和被索拉索買通的紐約市警長馬克·麥克勞斯基（史特林‧海登飾），之後亡命西西里島，看上了當地的年輕女子阿波羅妮亞·維泰利（西蒙妮塔·史蒂芬妮莉飾）並結婚。凱對這一切一無所知，回家鄉當了老師。她請求柯里昂家族軍師湯姆·哈金（勞勃·杜瓦飾）送信給麥可遭婉拒，唯恐此信會成為柯里昂家族「得知麥可下落」的法庭證據。在此期間，凱與麥可之母卡梅拉·柯里昂（摩甘娜·金飾）建立了友誼。
阿波羅尼亞喪生於原為麥可所設的汽車炸彈中。遭波及的麥可傷癒後返美一年多後又回頭找上了凱講和，但凱對麥可當下為老教父經營家族事業感到疑慮。麥可承諾柯里昂家族將在五年內徹底合法化，於是兩人結婚。電影中的凱和麥可育有兩子，安東尼和瑪麗（小說中則是兩個男孩），相差不到兩歲。麥可為此開凱的玩笑說她「更像個義大利人而不是洋基人」。凱反駁說，麥可“更像個洋基佬而不是意大利人”，總把工作帶回家。麥可繼位為柯里昂家族族長。兩夫妻一起參加維托的葬禮，及康妮之子的洗禮。背叛家族的卡洛·瑞茲其後遭麥可下令制裁。康妮在凱面前指控麥可涉及這場謀殺。凱問麥可是否下令殺害妹夫，在麥可矢口否認後鬆了一口氣。凱離開時卻看到角頭們進入其辦公室中，尊之為「閣下」。

### 《教父2》（1974）
《教父2》的開頭（故事背景設定於1958-60年）是凱和麥可居於位在太浩湖的大宅，懷上了他們的第三個孩子。她懇求麥可履行諾言，合法化家族生意。麥可努力撇開家族的黑道聯繫。但他與亦敵亦友的海門·羅斯（李·斯特拉斯伯格飾）間之明爭暗鬥不斷加劇，加上日益增長的復仇執念，因而深陷其中。安東尼初領聖餐當夜，麥可和凱的臥室遭機槍掃射，但有驚無險。麥可從凱的眼前消失了一段時間。在他找出幕後主使並回到家後，代居其位的湯姆·哈金告知：凱流產了。
凱對麥可的犯罪生涯愈發嫌惡，尤其震驚於聽命行事的「按鈕仔」居然成了安東尼最親近的玩伴。她開始確信麥可永將活在罪行與暴力的世界中。美國參議院的組織犯罪聽證會在華盛頓特區進行，凱就坐在麥可身後，在麥可為自身商業往來作偽證時支持著他。其後不久，凱對麥可說，要帶著孩子們離開。在勃谿中，她透露出所謂的「流產」實際上是墮胎，以避免再為麥可生下後代。既驚且怒的麥可掌摑凱後將她逐出家門，奪走孩子的監護權。兩人不久後即分居。
麥可斷絕母子相見。凱在康妮的幫助下偷偷前去探望。康妮試圖在麥可到家前把她弄走，但還是被麥可看到她在門外向安東尼索求告別之吻。麥可冷冷地當面閉門拒客。

### 《教父3》（1990）
1979年，麥可和凱離婚。他們的孩子安東尼和瑪麗與再嫁檢察官Douglas Michelson的凱同住。在開場白中，麥可解釋已將孩子的監護權給了凱。自1971年以後就不再見面的夫妻倆，於老聖巴德利爵主教座堂內為麥可接受教宗授銜而舉行的招待會上不自在地重逢。安東尼告知父親要離開法學院，投身歌劇。凱支持其決定；但麥可希望兒子先完成學業，或加入「家族企業」（一個合法的慈善基金會，實為地下活動的障眼法）。在隨後的較勁中，凱告知麥可，母子倆都知道他20年前下令格殺其兄弗雷多（約翰·卡佐爾飾）的真相（即前一集結尾所描述）。凱說自己「懼怕」他。但在麥可同意讓安東尼輟學且不干涉其音樂事業後，兩人達成和解。
麥可再遭暗算，又因糖尿病引發中風。凱前去醫院探視，兩人關係開始和緩，一道前往西西里島觀賞安東尼的歌劇首演。在那裡，麥可請求凱的原諒，表示原為他們作出了不同的安排。他後悔失去凱，坦言仍愛著她。凱淚流滿面地自承，也會一直愛著他。
此後不久，麥可因其西西里師父Tommasino被謀害而心生倦意，退位柯里昂家族族長，由侄子文森特·柯里昂(安迪·賈西亞飾)接手。麥可和凱和好後齊赴巴勒莫的馬西莫劇院觀賞安東尼歌劇首演，皮埃特羅·馬斯卡尼的《鄉村騎士》。但他們的女兒瑪麗在散場時喪命於針對麥可的暗算，麥可為此也受輕傷。悲痛欲絕的凱最後一次與麥可同時現身，對著瑪麗的遺體悲泣，同樣痛不欲生的麥可悲痛嘶吼。外界消息來源稱凱為了自身安全離開麥可，從此再也沒有見過面。麥可搬回西西里島了其餘生，帶著永久性失樂渡過19年後孤獨離世。

### 續集小說
凱在馬克·溫加德納所創作的兩部續集《教父歸來》（2004）和《教父復仇》（2006）中均為配角。這兩部小說詳述了她與麥可的早期關係、和兩人逐漸疏遠的過程，及離異後的生活。

## 選角
科波拉表示最初是在《閨房百態》中注意到黛安·基頓，並決定由她來飾演凱·亞當斯，希望能將其知名的乖張性格帶進角色中。基頓曾與詹姆斯·肯恩和馬丁·辛試鏡對手戲，時在艾爾·帕西諾底定出演麥可之前。一篇新聞如是報導：「基頓說，她在電影中總感到自己像局外人一樣——有似於在第一集結尾真的被當面關出門外的凱。」
兩年後，她在《教父2》中再次飾演凱·亞當斯。起初有些不願意的她說道：「一開始，我對於在《教父》續集中再次飾演凱感到猶豫。但讀過劇本後，我發覺這個角色比在第一集中更具內涵。」在《教父2》中，她性格劇變，對丈夫的犯罪帝國更加嫌惡。

## 回應
儘管基頓因該部電影而廣為人知，但若干影評人認為她的角色不怎麼重要。 《時代》雜誌寫道：她「在《教父》中無存在感，在《教父2》中了無生氣」，但《帝國》雜誌則認為，基頓「證明了沉默內斂也能震耳欲聾，在必然由男性主導的該部電影中絕非易事」。

## 外部連結
- Diane Keaton: Kay Adams on IMDb